# 误杀3
《误杀3》（英語：Octopus with Broken Arms）是2024年上映的中国大陆犯罪悬疑片，导演甘剑宇，编剧陈思诚、武皮皮、李鹏、胡小楠，主演肖央、佟丽娅、段奕宏、刘雅瑟。本片為《误杀》系列電影的第三部；與前兩部翻拍電影不同，《误杀3》為原創故事。《误杀3》2024年12月28日在中国大陆上映。

## 剧情
富豪郑炳睿邀请老师李慧萍给8岁女儿郑婷婷庆祝生日，婷婷因而被绑架。警官张景贤接到报案后率队处理绑架案。报警消息泄露后，绑匪威胁，郑炳睿和李慧萍两人迫不得已甩开警察去营救郑婷婷。

## 演员
- 肖央 出演 郑炳睿，父亲，女儿婷婷。
- 佟丽娅 出演 李慧萍。
- 段奕宏 出演 张景贤，警官。
- 刘雅瑟 出演 雅音
- 叶泉希 出演 郑婷婷
- 王龙正 出演 吴达毅
- 冯兵 出演 施福安
- 周楚濋 出演
- 徐诣帆 出演 阿卢
- 高捷 出演 达蒙
- 尹子维 出演 门多萨
- 张榕容 出演 梁素娥
- 卢慧敏 出演 新闻主播
- 陈昊 出演 阿佐
- 范静祎 出演 阿婕

## 上映
2024年12月28日，《误杀3》在中国大陆上映。

### 票房
| 上一届： 《小小的我》 | 2024年中国内地一周票房冠军 第52週  | 下一届： 不适用             |
| 上一届： 不适用       | 2025年中国内地一周票房冠军 第1-3週 | 下一届： 《哪吒之魔童闹海》 |